# Lista de episódios de The X-Files

Logotipo da série

A série de ficção científica The X-Files foi originalmente exibida pela Fox nos Estados Unidos entre 10 de setembro de 1993 e 19 de maio de 2002, e em um reavivamento de duas temporadas adicionais exibidas entre 24 de janeiro de 2016 e 21 de março de 2018. A série teve onze temporadas, com 218 episódios e dois filmes, centrando-se nos agentes do FBI Fox Mulder (David Duchovny) e Dana Scully (Gillian Anderson), que trabalham em casos ligados com o paranormal, os Arquivos X. Mulder acredita no paranormal, e a cética Scully é designada para fazer avaliações científicas das descobertas de Mulder que podem ser usadas para tirar sua credibilidade. No decorrer da série, os dois acabam desenvolvendo uma amizade muito forte. No começo da oitava temporada, o papel de Duchovny foi reduzido para um personagem recorrente após uma disputa entre o ator e a Fox acerca de seu salário.
O programa foi criado por Chris Carter, que trabalhou como produtor executivo ao lado de R. W. Goodwin, Frank Spotnitz, Howard Gordon, Vince Gilligan, John Shiban, Kim Manners, Glen Morgan, James Wong, entre outros. As cinco primeiras temporadas foram filmadas em Vancouver, Columbia Britânica, e as restantes em Los Angeles, Califórnia. Os episódios eram transmitidos às sextas-feiras, 21h00min, durante as quatro primeiras temporadas; as cinco últimas temporadas eram exibidas àos domingos, também às 21h00min. Os episódios tinham aproximadamente 45 minutos de duração (sem comerciais) e eram transmitidos em definição padrão. Dois filmes baseados na série foram lançados: The X-Files estreou na metade de 1998, entre a quinta e sexta temporada, e The X-Files: I Want to Believe, lançado após o fim do programa em 2008.
Muitas coleções dos episódios pertencentes a mitologia alienígena de The X-Files foram lançados em DVD. Desde 2000, a 20th Century Fox Home Entertainment lançou todas as temporadas em DVD; os episódios também estão disponíveis na iTunes Store, Amazon Instant Video, Hulu e Netflix. O programa já venceu vários prêmios, incluindo três Golden Globe Award de Melhor Série – Drama. Vários membros do elenco foram elogiados pela crítica, particularmente Duchovny e Anderson.

## Resumo
|  | 1                 | 24                | 10 de setembro de 1993 | 13 de maio de 1994      | N/A            | 111            |
|  | 2                 | 25                | 16 de setembro de 1994 | 19 de maio de 1995      | 14,50          | 63             |
|  | 3                 | 24                | 22 de setembro de 1995 | 17 de maio de 1996      | 15,40          | 55             |
|  | 4                 | 24                | 4 de outubro de 1996   | 18 de maio de 1997      | 19,20          | 20             |
|  | 5                 | 20                | 2 de novembro de 1997  | 17 de maio de 1998      | 19,80          | 11             |
|  | The X-Files       | The X-Files       | 19 de junho de 1998    | 19 de junho de 1998     | N/A            | N/A            |
|  | 6                 | 22                | 8 de novembro de 1998  | 16 de maio de 1999      | 17,20          | 12             |
|  | 7                 | 22                | 7 de novembro de 1999  | 21 de maio de 2000      | 14,20          | 29             |
|  | 8                 | 21                | 5 de novembro de 2000  | 20 de maio de 2001      | 13,93          | 31             |
|  | 9                 | 20                | 11 de novembro de 2001 | 19 de maio de 2002      | 9,10           | 63             |
|  | I Want to Believe | I Want to Believe | 25 de julho de 2008    | 25 de julho de 2008     | N/A            | N/A            |
|  | 10                | 6                 | 24 de janeiro de 2016  | 22 de fevereiro de 2016 | por determinar | por determinar |

## Episódios
Os episódios marcados com símbolo (‡) fazem parte do arco de Mitologia Alienígena da série.

### 1.ª Temporada (1993–94)
| N.º geral | N.º na temp. | Título                  | Dirigido por     | Escrito por                     | Exibição original       | Cód. de produção | Audiência (milhões) |
| --------- | ------------ | ----------------------- | ---------------- | ------------------------------- | ----------------------- | ---------------- | ------------------- |
| 1         | 1            | "Pilot"‡                | Robert Mandel    | Chris Carter                    | 10 de Setembro de 1993  | 1X79             | 12,0                |
| 2         | 2            | "Deep Throat"‡          | Daniel Sackheim  | Chris Carter                    | 17 de Setembro de 1993  | 1X01             | 11,1                |
| 3         | 3            | "Squeeze"               | Harry Longstreet | Glen Morgan & James Wong        | 14 de Setembro de 1993  | 1X02             | 11,1                |
| 4         | 4            | "Conduit"‡              | Daniel Sackheim  | Alex Gansa & Howard Gordon      | 1 de Outubro de 1993    | 1X03             | 9,2                 |
| 5         | 5            | "The Jersey Devil"      | Joe Napolitano   | Chris Carter                    | 8 de Outubro de 1993    | 1X04             | 10,4                |
| 6         | 6            | "Shadows"               | Michael Katleman | Glen Morgan & James Wong        | 22 de Outubro de 1993   | 1X05             | 8,8                 |
| 7         | 7            | "Ghost in the Machine"  | Jerrold Freedman | Alex Gansa & Howard Gordon      | 29 de Outubro de 1993   | 1X06             | 9,5                 |
| 8         | 8            | "Ice"                   | David Nutter     | Glen Morgan & James Wong        | 5 de Novembro de 1993   | 1X07             | 10,0                |
| 9         | 9            | "Space"                 | William Graham   | Chris Carter                    | 12 de Novembro de 1993  | 1X08             | 10,7                |
| 10        | 10           | "Fallen Angel"‡         | Larry Shaw       | Howard Gordon & Alex Gansa      | 19 de Novembro de 1993  | 1X09             | 8,8                 |
| 11        | 11           | "Eve"                   | Fred Gerber      | Kenneth Biller & Chris Brancato | 10 de Dezembro de 1993  | 1X10             | 10,4                |
| 12        | 12           | "Fire"                  | Larry Shaw       | Chris Carter                    | 17 de Dezembro de 1993  | 1X11             | 11,1                |
| 13        | 13           | "Beyond the Sea"        | David Nutter     | Glen Morgan & James Wong        | 7 de Janeiro de 1994    | 1X12             | 10,8                |
| 14        | 14           | "Gender Bender"         | Rob Bowman       | Larry Barber & Paul Barber      | 21 de Janeiro de 1994   | 1X13             | 11,1                |
| 15        | 15           | "Lazarus"               | David Nutter     | Alex Gansa & Howard Gordon      | 4 de Fevereiro de 1994  | 1X14             | 12,1                |
| 16        | 16           | "Young at Heart"        | Michael Lange    | Scott Kaufer and Chris Carter   | 11 de Fevereiro de 1994 | 1X15             | 11,5                |
| 17        | 17           | "E.B.E."‡               | William Graham   | Glen Morgan & James Wong        | 28 de Fevereiro de 1994 | 1X16             | N/A                 |
| 18        | 18           | "Miracle Man"           | Michael Lange    | Chris Carter & Howard Gordon    | 18 de Março de 1994     | 1X17             | 11,6                |
| 19        | 19           | "Shapes"                | David Nutter     | Marilyn Osborn                  | 1 de Abril de 1994      | 1X18             | 11,5                |
| 20        | 20           | "Darkness Falls"        | Joe Napolitano   | Chris Carter                    | 15 de Abril de 1994     | 1X19             | 12,5                |
| 21        | 21           | "Tooms"                 | David Nutter     | Glen Morgan & James Wong        | 22 de Abril de 1994     | 1X20             | 13,4                |
| 22        | 22           | "Born Again"            | Jerrold Freedman | Howard Gordon & Alex Gansa      | 29 de Abril de 1994     | 1X21             | 13,7                |
| 23        | 23           | "Roland"                | David Nutter     | Chris Ruppenthal                | 6 de Maio de 1994       | 1X22             | 12,5                |
| 24        | 24           | "The Erlenmeyer Flask"‡ | R. W. Goodwin    | Chris Carter                    | 13 de Maio de 1994      | 1X23             | 14,0                |

### 2.ª Temporada (1994–95)
| N.º geral | N.º na temp. | Título                  | Dirigido por       | Escrito por                                                       | Exibição original                             | Cód. de produção | Audiência nos EUA (milhões) |
| --------- | ------------ | ----------------------- | ------------------ | ----------------------------------------------------------------- | --------------------------------------------- | ---------------- | --------------------------- |
| 25        | 1            | "Little Green Men"‡     | David Nutter       | Glen Morgan & James Wong                                          | 16 de Setembro de 1994                        | 2X01             | 16.1                        |
| 26        | 2            | "The Host"              | Daniel Sackheim    | Chris Carter                                                      | 23 de Setembro de 1994                        | 2X02             | 15.9                        |
| 27        | 3            | "Blood"                 | David Nutter       | Story by: Darin Morgan Teleplay by: Glen Morgan & James Wong      | 30 de Setembro de 1994                        | 2X03             | 14.8                        |
| 28        | 4            | "Sleepless"             | Rob Bowman         | Howard Gordon                                                     | 7 de Outubro de 1994                          | 2X04             | 13.4                        |
| 29        | 5            | "Duane Barry"‡          | Chris Carter       | Chris Carter                                                      | 14 de Outubro de 1994                         | 2X05             | 13.9                        |
| 30        | 6            | "Ascension"‡            | Michael Lange      | Paul Brown                                                        | 21 de Outubro de 1994                         | 2X06             | 15.5                        |
| 31        | 7            | "3"                     | David Nutter       | Chris Ruppenthal, Glen Morgan & James Wong                        | 4 de Novembro de 1994                         | 2X07             | 15.0                        |
| 32        | 8            | "One Breath"‡           | R. W. Goodwin      | Glen Morgan & James Wong                                          | 11 de Novembro de 1994                        | 2X08             | 15.3                        |
| 33        | 9            | "Firewalker"            | David Nutter       | Howard Gordon                                                     | 18 de Novembro de 1994                        | 2X09             | 15.2                        |
| 34        | 10           | "Red Museum"‡           | Win Phelps         | Chris Carter                                                      | 9 de Dezembro de 1994                         | 2X10             | 16.1                        |
| 35        | 11           | "Excelsis Dei"          | Stephen Surjik     | Paul Brown                                                        | 16 de Dezembro de 1994                        | 2X11             | 14.2                        |
| 36        | 12           | "Aubrey"                | Rob Bowman         | Sara B. Charno                                                    | 6 de Janeiro de 1995                          | 2X12             | 16.2                        |
| 37        | 13           | "Irresistible"          | David Nutter       | Chris Carter                                                      | 13 de Janeiro de 1995                         | 2X13             | 14.7                        |
| 38        | 14           | "Die Hand Die Verletzt" | Kim Manners        | Glen Morgan & James Wong                                          | 27 de Janeiro de 1995                         | 2X14             | 17.7                        |
| 39        | 15           | "Fresh Bones"           | Rob Bowman         | Howard Gordon                                                     | 3 de Fevereiro de 1995                        | 2X15             | 17.8                        |
| 40        | 16           | "Colony"‡               | Nick Marck         | Story by: David Duchovny & Chris Carter Teleplay by: Chris Carter | 10 de Fevereiro de 1995                       | 2X16             | 15.9                        |
| 41        | 17           | "End Game"‡             | Rob Bowman         | Frank Spotnitz                                                    | 17 de Fevereiro de 1995                       | 2X17             | 17.5                        |
| 42        | 18           | "Fearful Symmetry"      | James Whitmore Jr. | Steve De Jarnatt                                                  | 24 de Fevereiro de 1995 7 de novembro de 2016 | 2X18             | 16.5                        |
| 43        | 19           | "Død Kalm"              | Rob Bowman         | Story by: Howard Gordon Teleplay by: Howard Gordon & Alex Gansa   | 10 de Março de 1995                           | 2X19             | 17.1                        |
| 44        | 20           | "Humbug"                | Kim Manners        | Darin Morgan                                                      | 31 de Março de 1995                           | 2X20             | 15.7                        |
| 45        | 21           | "The Calusari"          | Michael Vejar      | Sara B. Charno                                                    | 14 de Abril de 1994                           | 2X21             | 12.9                        |
| 46        | 22           | "F. Emasculata"         | Rob Bowman         | Chris Carter & Howard Gordon                                      | 28 de Abril de 1995                           | 2X22             | 14.0                        |
| 47        | 23           | "Soft Light"            | James Contner      | Vince Gilligan                                                    | 5 de Maio de 1995                             | 2X23             | 12.9                        |
| 48        | 24           | "Our Town"              | Rob Bowman         | Frank Spotnitz                                                    | 21 de Maio de 1995                            | 2X24             | 14.5                        |
| 49        | 25           | "Anasazi"‡              | R. W. Goodwin      | Story by: David Duchovny & Chris Carter Teleplay by: Chris Carter | 19 de Maio de 1995                            | 2X25             | 16.6                        |

### 3.ª Temporada (1995-96)
| N.º geral | N.º na temp. | Título                          | Dirigido por     | Escrito por                                                     | Exibição original       | Audiência nos EUA (milhões) |
| --------- | ------------ | ------------------------------- | ---------------- | --------------------------------------------------------------- | ----------------------- | --------------------------- |
| 50        | 1            | "The Blessing Way"‡             | R. W. Goodwin    | Chris Carter                                                    | 22 de setembro de 1995  | 19.94                       |
| 51        | 2            | "Paper Clip"‡                   | Rob Bowman       | Chris Carter                                                    | 29 de setembro de 1995  | 17.20                       |
| 52        | 3            | "D.P.O."                        | Kim Manners      | Howard Gordon                                                   | 6 de outubro de 1995    | 15.57                       |
| 53        | 4            | "Clyde Bruckman's Final Repose" | David Nutter     | Darin Morgan                                                    | 13 de outubro de 1995   | 15.38                       |
| 54        | 5            | "The List"                      | Chris Carter     | Chris Carter                                                    | 20 de outubro de 1995   | 16.72                       |
| 55        | 6            | "2Shy"                          | David Nutter     | Jeffrey Vlaming                                                 | 3 de novembro de 1995   | 14.83                       |
| 56        | 7            | "The Walk"                      | Rob Bowman       | John Shiban                                                     | 10 de novembro de 1995  | 15.91                       |
| 57        | 8            | "Oubliette"                     | Kim Manners      | Charles Grant Craig                                             | 17 de novembro de 1995  | 15.90                       |
| 58        | 9            | "Nisei"‡                        | David Nutter     | Chris Carter, Howard Gordon & Frank Spotnitz                    | 24 de novembro de 1995  | 16.36                       |
| 59        | 10           | "731"‡                          | Rob Bowman       | Frank Spotnitz                                                  | 1 de dezembro de 1995   | 17.68                       |
| 60        | 11           | "Revelations"                   | David Nutter     | Kim Newton                                                      | 15 de dezembro de 1995  | 15.25                       |
| 61        | 12           | "War of the Coprophages"        | Kim Manners      | David Morgan                                                    | 5 de janeiro de 1996    | 16.32                       |
| 62        | 13           | "Syzygy"                        | Rob Bowman       | Chris Carter                                                    | 26 de janeiro de 1996   | 16.04                       |
| 63        | 14           | "Grotesque"                     | Kim Manners      | Howard Gordon                                                   | 2 de fevereiro de 1996  | 18.32                       |
| 64        | 15           | "Piper Maru"‡                   | Rob Bowman       | Frank Spotnitz & Chris Carter                                   | 9 de fevereiro de 1996  | 16.44                       |
| 65        | 16           | "Apocrypha"‡                    | Kim Manners      | Frank Sponitz & Chris Carter                                    | 16 de fevereiro de 1996 | 16.71                       |
| 66        | 17           | "Pusher"                        | Rob Bowman       | Vince Gilligan                                                  | 23 de fevereiro de 1996 | 16.20                       |
| 67        | 18           | "Teso Dos Bichos"               | Kim Manners      | John Shiban                                                     | 8 de março de 1996      | 17.38                       |
| 68        | 19           | "Hell Money"                    | Tucker Gates     | Jeffrey Vlaming                                                 | 29 de março de 1996     | 14.86                       |
| 69        | 20           | "Jose Chung's From Outer Space" | Rob Bowman       | Darin Morgan                                                    | 12 de abril de 1996     | 16.08                       |
| 70        | 21           | "Avatar"                        | James Charleston | Roteiro: Howard Gordon História: David Duchovny & Howard Gordon | 26 de abril de 1996     | 14.62                       |
| 71        | 22           | "Quagmire"                      | Kim Manners      | Kim Newton                                                      | 3 de maio de 1996       | 16.00                       |
| 72        | 23           | "Wetwired"‡                     | Rob Bowman       | Mat Beck                                                        | 10 de maio de 1996      | 14.48                       |
| 73        | 24           | "Talitha Cumi"‡                 | R. W. Goodwin    | Roteiro: Chris Carter História: David Duchovny & Chris Carter   | 17 de maio de 1996      | 17.86                       |

### 4.ª Temporada (1996-97)
| № na série | № na temporada | Título                                | Diretor          | Roteirista(s)                                                 | Exibição original       | Audiência nos Estados Unidos (milhões) |
| ---------- | -------------- | ------------------------------------- | ---------------- | ------------------------------------------------------------- | ----------------------- | -------------------------------------- |
| 74         | 1              | "Herrenvolk"‡                         | R. W. Goodwin    | Chris Carter                                                  | 4 de outubro de 1996    | 21,11                                  |
| 75         | 2              | "Home"                                | Kim Manners      | Glen Morgan & James Wong                                      | 11 de outubro de 1996   | 18,85                                  |
| 76         | 3              | "Teliko"                              | James Charleston | Howard Gordon                                                 | 18 de outubro de 1996   | 18,01                                  |
| 77         | 4              | "Unruhe"                              | Rob Bowman       | Vince Gilligan                                                | 27 de outubro de 1996   | 19,10                                  |
| 78         | 5              | "The Field Where I Died"              | Rob Bowman       | Glen Morgan & James Wong                                      | 3 de novembro de 1996   | 19,85                                  |
| 79         | 6              | "Sanguinarium"                        | Kim Manners      | Valerie Mayhew & Vivian Mayhew                                | 10 de novembro de 1996  | 18,85                                  |
| 80         | 7              | "Musings of a Cigarette Smoking Man"‡ | James Wong       | Glen Morgan                                                   | 17 de novembro de 1996  | 17,09                                  |
| 81         | 8              | "Tunguska"‡                           | Kim Manners      | Frank Spotnitz & Chris Carter                                 | 24 de novembro de 1996  | 18,85                                  |
| 82         | 9              | "Terma"‡                              | Rob Bowman       | Frank Spotnitz & Chris Carter                                 | 1 de dezembro de 1996   | 16,59                                  |
| 83         | 10             | "Paper Hearts"                        | Rob Bowman       | Vince Gilligan                                                | 15 de dezembro de 1996  | 16,59                                  |
| 84         | 11             | "El Mundo Gira"                       | Tucker Gates     | John Shiban                                                   | 12 de janeiro de 1997   | 22,37                                  |
| 85         | 12             | "Leonard Betts"                       | Kim Manners      | Vince Gilligan, John Shiban & Frank Spotnitz                  | 26 de janeiro de 1997   | 29,15                                  |
| 86         | 13             | "Never Again"                         | Rob Bowman       | Glen Morgan & James Wong                                      | 2 de fevereiro de 1997  | 21,36                                  |
| 87         | 14             | "Memento Mori"‡                       | Rob Bowman       | Chris Carter, Vince Gilligan, John Shiban & Frank Spotnitz    | 9 de fevereiro de 1997  | 19,10                                  |
| 88         | 15             | "Kaddish"                             | Kim Manners      | Howard Gordon                                                 | 16 de fevereiro de 1997 | 16,56                                  |
| 89         | 16             | "Unrequited"                          | Michael Lange    | Roteiro: Howard Gordon & Chris Carter História: Howard Gordon | 23 de fevereiro de 1997 | 16,56                                  |
| 90         | 17             | "Tempus Fugit"‡                       | Rob Bowman       | Chris Carter & Frank Spotnitz                                 | 16 de março de 1997     | 18,85                                  |
| 91         | 18             | "Max"‡                                | Kim Manners      | Chris Carter & Frank Spotnitz                                 | 23 de março de 1997     | 18,34                                  |
| 92         | 19             | "Synchrony"                           | James Charleston | Howard Gordon & David Greenwalt                               | 23 de abril de 1997     | 18,09                                  |
| 93         | 20             | "Small Potatoes"                      | Cliff Bole       | Vince Gilligan                                                | 20 de abril de 1997     | 20,86                                  |
| 94         | 21             | "Zero Sum"‡                           | Kim Manners      | Howard Gordon & Frank Spotnitz                                | 27 de abril de 1997     | 18,60                                  |
| 95         | 22             | "Elegy"                               | James Charleston | John Shiban                                                   | 4 de maio de 1997       | 17,10                                  |
| 96         | 23             | "Demons"‡                             | Kim Manners      | R. W. Goodwin                                                 | 11 de maio de 1997      | 19,10                                  |
| 97         | 24             | "Gethsemane"‡                         | R. W. Goodwin    | Chris Carter                                                  | 18 de maio de 1997      | 19,85                                  |

### 5.ª Temporada (1997-98)
| № na série | № na temporada | Título                       | Diretor           | Roteirista(s)                                                           | Exibição original       | Audiência nos Estados Unidos (milhões) |
| ---------- | -------------- | ---------------------------- | ----------------- | ----------------------------------------------------------------------- | ----------------------- | -------------------------------------- |
| 98         | 1              | "Redux"‡                     | R. W. Goodwin     | Chris Carter                                                            | 2 de novembro de 1997   | 27,34                                  |
| 99         | 2              | "Redux II"‡                  | Kim Manners       | Chris Carter                                                            | 9 de novembro de 1997   | 24,84                                  |
| 100        | 3              | "Unusual Suspects"           | Kim Manners       | Vince Gilligan                                                          | 16 de novembro de 1997  | 21,72                                  |
| 101        | 4              | "Detour"                     | Brett Dowler      | Frank Spotnitz                                                          | 23 de novembro de 1997  | 22,88                                  |
| 102        | 5              | "The Post-Modern Prometheus" | Chris Carter      | Chris Carter                                                            | 30 de novembro de 1997  | 18,68                                  |
| 103        | 6              | "Christmas Carol"‡           | Peter Markle      | Vince Gilligan, John Shiban & Frank Spotnitz                            | 7 de dezembro de 1997   | 20,91                                  |
| 104        | 7              | "Emily"‡                     | Kim Manners       | Vince Gilligan, John Shiban & Frank Spotnitz                            | 14 de dezembro de 1997  | 20,94                                  |
| 105        | 8              | "Kitsunegari"                | Daniel Sackheim   | Vince Gilligan & Tim Minear                                             | 4 de janeiro de 1998    | 19,75                                  |
| 106        | 9              | "Schizogeny"                 | Ralph Hamecker    | Jessica Scott & Mike Wollaeger                                          | 11 de janeiro de 1998   | 21,37                                  |
| 107        | 10             | "Chinga"                     | Kim Manners       | Stephen King & Chris Carter                                             | 8 de fevereiro de 1998  | 21,33                                  |
| 108        | 11             | "Kill Switch"                | Rob Bowman        | William Gibson & Tom Maddox                                             | 15 de fevereiro de 1998 | 18,04                                  |
| 109        | 12             | "Bad Blood"                  | Cliff Bole        | Vince Gilligan                                                          | 22 de fevereiro de 1998 | 20,21                                  |
| 110        | 13             | "Patient X"‡                 | Kim Manners       | Chris Carter & Frank Spotnitz                                           | 1 de março de 1998      | 20,21                                  |
| 111        | 14             | "The Red and the Black"‡     | Chris Carter      | Chris Carter & Frank Spotnitz                                           | 8 de março de 1998      | 19,98                                  |
| 112        | 15             | "Travelers"                  | William A. Graham | John Shiban & Frank Spotnitz                                            | 29 de março de 1998     | 15,06                                  |
| 113        | 16             | "Mind's Eye"                 | Kim Manners       | Tim Minear                                                              | 19 de abril de 1998     | 16,53                                  |
| 114        | 17             | "All Souls"                  | Allen Coulter     | Roteiro: Frank Spotnitz & John Shiban História: Billy Brown & Dan Angel | 26 de abril de 1998     | 13,44                                  |
| 115        | 18             | "The Pine Bluff Variant"     | Rob Bowman        | John Shiban                                                             | 3 de maio de 1998       | 18,24                                  |
| 116        | 19             | "Folie à Deux"               | Kim Manners       | Vince Gilligan                                                          | 10 de maio de 1998      | 17,63                                  |
| 117        | 20             | "The End"‡                   | R. W. Goodwin     | Chris Carter                                                            | 17 de maio de 1998      | 18,76                                  |

### The X-Files(1998)
| Título         | Diretor    | Roteiro      | História                      | Estreia             |
| -------------- | ---------- | ------------ | ----------------------------- | ------------------- |
| "The X-Files"‡ | Rob Bowman | Chris Carter | Chris Carter & Frank Spotnitz | 19 de junho de 1998 |

### 6.ª Temporada (1998-99)
| № na série | № na temporada | Título                           | Diretor         | Roteirista(s)                                                  | Exibição original       | Audiência nos Estados Unidos (milhões) |
| ---------- | -------------- | -------------------------------- | --------------- | -------------------------------------------------------------- | ----------------------- | -------------------------------------- |
| 118        | 1              | "The Beginning"‡                 | Kim Manners     | Chris Carter                                                   | 8 de novembro de 1998   | 20,34                                  |
| 119        | 2              | "Drive"                          | Rob Bowman      | Vince Gilligan                                                 | 15 de novembro de 1998  | 18,50                                  |
| 120        | 3              | " Triangle"                      | Chris Carter    | Chris Carter                                                   | 22 de novembro de 1998  | 18,20                                  |
| 121        | 4              | "Dreamland I"                    | Kim Manners     | Vince Gilligan, John Shiban & Frank Spotnitz                   | 29 de novembro de 1998  | 17,48                                  |
| 122        | 5              | "Dreamland II"                   | Michael Watkins | Vince Gilligan, John Shiban & Frank Spotnitz                   | 6 de dezembro de 1998   | 17,01                                  |
| 123        | 6              | "How the Ghosts Stole Christmas" | Chris Carter    | Chris Carter                                                   | 13 de dezembro de 1998  | 17,31                                  |
| 124        | 7              | "Terms of Endearment"            | Rob Bowman      | David Amann                                                    | 3 de janeiro de 1999    | 18,69                                  |
| 125        | 8              | "The Rain King"                  | Kim Manners     | Jeffrey Bell                                                   | 10 de janeiro de 1999   | 21,24                                  |
| 126        | 9              | "S.R. 819"‡                      | Daniel Sackheim | John Shiban                                                    | 17 de janeiro de 1999   | 15,65                                  |
| 127        | 10             | "Tithonus"                       | Michael Watkins | Vince Gilligan                                                 | 24 de janeiro de 1999   | 15,83                                  |
| 128        | 11             | "Two Fathers"‡                   | Kim Manners     | Chris Carter & Frank Spotnitz                                  | 7 de fevereiro de 1999  | 18,81                                  |
| 129        | 12             | "One Son"‡                       | Rob Bowman      | Chris Carter & Frank Spotnitz                                  | 14 de fevereiro de 1999 | 16,57                                  |
| 130        | 13             | "Agua Mala"                      | Rob Bowman      | David Amann                                                    | 21 de fevereiro de 1999 | 16,91                                  |
| 131        | 14             | "Monday"                         | Kim Manners     | Vince Gilligan & John Shiban                                   | 28 de fevereiro de 1999 | 16,74                                  |
| 132        | 15             | "Arcadia"                        | Michael Watkins | Daniel Arkin                                                   | 7 de março de 1999      | 17,91                                  |
| 133        | 16             | "Alpha"                          | Peter Markle    | Jeffrey Bell                                                   | 28 de março de 1999     | 17,67                                  |
| 134        | 17             | "Trevor"                         | Rob Bowman      | Jim Gutteidge & Ken Hawryliw                                   | 11 de abril de 1999     | 17,65                                  |
| 135        | 18             | "Milagro"                        | Kim Manners     | Roteiro: Chris Carter História: John Shiban & Frank Spotnitz   | 18 de abril de 1999     | 15,20                                  |
| 136        | 19             | "The Unnatural"‡                 | David Duchovny  | David Duchovny                                                 | 25 de abril de 1999     | 16,88                                  |
| 137        | 20             | "Three of a Kind"                | Bryan Spicer    | Vince Gilligan & John Shiban                                   | 2 de maio de 1999       | 12,94                                  |
| 138        | 21             | "Field Trip"                     | Kim Manners     | Roteiro: John Shiban & Vince Gilligan História: Frank Spotnitz | 9 de maio de 1999       | 15,38                                  |
| 139        | 22             | "Biogenesis"‡                    | Rob Bowman      | Chris Carter & Frank Spotnitz                                  | 16 de maio de 1999      | 15,86                                  |

### 7.ª Temporada (1999-2000)
| № na série | № na temporada | Título                                | Diretor          | Roteirista(s)                                | Exibição original       | Audiência nos Estados Unidos (milhões) |
| ---------- | -------------- | ------------------------------------- | ---------------- | -------------------------------------------- | ----------------------- | -------------------------------------- |
| 140        | 1              | "The Sixth Extinction I"‡             | Kim Manners      | Chris Carter                                 | 7 de novembro de 1999   | 17,82                                  |
| 141        | 2              | "The Sixth Extinction II: Amor Fati"‡ | Michael Watkins  | David Duchovny & Chris Carter                | 14 de novembro de 1999  | 16,15                                  |
| 142        | 3              | "FHungry"                             | Kim Manners      | Vince Gilligan                               | 21 de novembro de 1999  | 16,17                                  |
| 143        | 4              | "Millennium"                          | Thomas J. Wright | Vince Gilligan & Frank Spotnitz              | 28 de novembro de 1999  | 15,09                                  |
| 144        | 5              | "Rush"                                | Robert Lieberman | David Amann                                  | 5 de dezembro de 1999   | 12,71                                  |
| 145        | 6              | "The Goldberg Variation"              | Thomas J. Wirght | Jeffrey Bell                                 | 12 de dezembro de 1999  | 14,49                                  |
| 146        | 7              | "Orison"                              | Rob Bowman       | Chip Johannessen                             | 9 de janeiro de 2000    | 15,63                                  |
| 147        | 8              | "The Amazing Maleeni"                 | Thomas J. Wright | Vince Gilligan, John Shiban & Frank Spotnitz | 16 de janeiro de 2000   | 16,18                                  |
| 148        | 9              | "Signs and Wonders"                   | Kim Manners      | Jeffrey Bell                                 | 23 de janeiro de 2000   | 13,86                                  |
| 149        | 10             | "Sein und Zeit"‡                      | Michael Watkins  | Chris Carter & Frank Spotnitz                | 6 de fevereiro de 2000  | 13,95                                  |
| 150        | 11             | "Closure"‡                            | Kim Manners      | Chris Carter & Frank Spotnitz                | 13 de fevereiro de 2000 | 15,35                                  |
| 151        | 12             | "X-Cops"                              | Michael Watkins  | Vince Gilligan                               | 20 de fevereiro de 2000 | 16,56                                  |
| 152        | 13             | "First Person Shooter"                | Chris Carter     | William Gibson & Tom Maddox                  | 27 de fevereiro de 2000 | 15,31                                  |
| 153        | 14             | "Theef"                               | Kim Manners      | Vince Gilligan, John Shiban & Frank Spotnitz | 12 de março de 2000     | 11,91                                  |
| 154        | 15             | "En Ami"‡                             | Rob Bowman       | William B. Davis                             | 19 de março de 2000     | 11,99                                  |
| 155        | 16             | "Chimera"                             | Cliff Bole       | David Amann                                  | 2 de abril de 2000      | 12,89                                  |
| 156        | 17             | "all things"                          | Gillian Anderson | Gillian Anderson                             | 9 de abril de 2000      | 12,18                                  |
| 157        | 18             | "Brand X"                             | Kim Manners      | Steven Maeda & Greg Walker                   | 16 de abril de 2000     | 10,81                                  |
| 158        | 19             | "Hollywood A.D."                      | David Duchovny   | David Duchovny                               | 30 de abril de 2000     | 12,88                                  |
| 159        | 20             | "Fight Club"                          | Paul Shapiro     | Chris Carter                                 | 7 de maio de 2000       | 11,70                                  |
| 160        | 21             | "Je Souhaite"                         | Vince Gilligan   | Vince Gilligan                               | 14 de maio de 2000      | 12,79                                  |
| 161        | 22             | "Requiem"‡                            | Kim Manners      | Chris Carter                                 | 21 de maio de 2000      | 15,26                                  |

### 8.ª Temporada (2000-01)
| № na série | № na temporada | Título                   | Diretor         | Roteirista(s)                                              | Exibição original       | Audiência nos Estados Unidos (milhões) |
| ---------- | -------------- | ------------------------ | --------------- | ---------------------------------------------------------- | ----------------------- | -------------------------------------- |
| 162        | 1              | "Within"‡                | Kim Manners     | Chris Carter                                               | 5 de novembro de 2000   | 15,87                                  |
| 163        | 2              | "Without"‡               | Kim Manners     | Chris Carter                                               | 12 de novembro de 2000  | 15,1                                   |
| 164        | 3              | "Patience"               | Chris Carter    | Chris Carter                                               | 19 de novembro de 2000  | 13,3 ASA                               |
| 165        | 4              | "Roadrunners"            | Rod Hardy       | Vince Gilligan                                             | 26 de novembro de 2000  | 13,6 ASA                               |
| 166        | 5              | "Invocation"             | Richard Compton | David Amann                                                | 3 de dezembro de 2000   | 13,9 ASA                               |
| 167        | 6              | "Redrum"                 | Peter Markle    | Roteiro: Steven Maeda História: Steve Maeda & Daniel Arkin | 10 de dezembro de 2000  | 13,2ASA                                |
| 168        | 7              | "Via Negativa"           | Tony Wharmby    | Frank Spotnitz                                             | 17 de dezembro de 2000  | 12,37ASA                               |
| 169        | 8              | "Surekill"               | Terrence O'Hara | Greg Walker                                                | 7 de janeiro de 2001    | 13,3ASA                                |
| 170        | 9              | "Salvage"                | Rod Hardy       | Jeffrey Bell                                               | 14 de janeiro de 2001   | ASA                                    |
| 171        | 10             | "Badlaa"                 | Tony Wharmby    | John Shiban                                                | 21 de janeiro de 2001   | ASA                                    |
| 172        | 11             | "The Gift"‡              | Kim Manners     | Frank Spotnitz                                             | 4 de fevereiro de 2001  | ASA                                    |
| 173        | 12             | "Medusa"                 | Richard Compton | Frank Spotnitz                                             | 11 de fevereiro de 2001 | ASA                                    |
| 174        | 13             | "Per Manum"‡             | Kim Manners     | Chris Carter & Frank Spotnitz                              | 18 de fevereiro de 2001 | ASA                                    |
| 175        | 14             | "This Is Not Happening"‡ | Kim Manners     | Chris Carter & Frank Spotnitz                              | 25 de fevereiro de 2001 | 16,90                                  |
| 176        | 15             | "Deadalive"‡             | Tony Wharmby    | Chris Carter & Frank Spotnitz                              | 1 de abril de 2001      | ASA                                    |
| 177        | 16             | "Three Words"‡           | Tony Wharmby    | Chris Carter & Frank Spotnitz                              | 8 de abril de 2001      | ASA                                    |
| 178        | 17             | "Empedocles"             | Barry K. Thomas | Greg Walker                                                | 22 de abril de 2001     | 12,46                                  |
| 179        | 18             | "Vienen"‡                | Rod Hardy       | Steven Maeda                                               | 29 de abril de 2001     | ASA                                    |
| 180        | 19             | "Alone"                  | Frank Spotnitz  | Frank Spotnitz                                             | 6 de maio de 2001       | ASA                                    |
| 181        | 20             | "Essence"‡               | Kim Manners     | Chris Carter                                               | 13 de maio de 2001      | ASA                                    |
| 182        | 21             | "Existence"‡             | Kim Manners     | Chris Carter                                               | 20 de maio de 2001      | 14,00                                  |

### 9.ª Temporada (2001-02)
| № na série | № na temporada | Título                                 | Diretor           | Roteirista(s)                                                                 | Exibição original      | Audiência nos Estados Unidos (milhões) |
| ---------- | -------------- | -------------------------------------- | ----------------- | ----------------------------------------------------------------------------- | ---------------------- | -------------------------------------- |
| 183        | 1              | "Nothing Important Happened Today"‡    | Kim Manners       | Chris Carter & Frank Spotnitz                                                 | 11 de novembro de 2001 | 10,6                                   |
| 184        | 2              | "Nothing Important Happened Today II"‡ | Tony Wharmby      | Chris Carter & Frank Spotnitz                                                 | 18 de novembro de 2001 | 9,4                                    |
| 185        | 3              | "Dæmonicus"                            | Frank Spotnitz    | Frank Spotnitz                                                                | 2 de dezembro de 2001  | 8,7                                    |
| 186        | 4              | "4-D"                                  | Tony Wharmby      | Steven Maeda                                                                  | 9 de dezembro de 2001  | 8,9                                    |
| 187        | 5              | "Lord of the Flies"                    | Kim Manners       | Thomas Schnauz                                                                | 16 de dezembro de 2001 | ASA                                    |
| 188        | 6              | "Trust No 1"‡                          | Tony Wharmby      | Chris Carter & Frank Spotnitz                                                 | 6 de janeiro de 2002   | ASA                                    |
| 189        | 7              | "João Doe"                             | Michelle MacLaren | Vince Gilligan                                                                | 13 de janeiro de 2002  | 8,7                                    |
| 190        | 8              | "Hellbound"                            | Kim Manners       | David Amann                                                                   | 27 de janeiro de 2002  | 7,8                                    |
| 191        | 9              | "Provenance"‡                          | Kim Manners       | Chris Carter & Frank Spotnitz                                                 | 3 de março de 2002     | 9,7                                    |
| 192        | 10             | "Providence"‡                          | Chris Carter      | Chris Carter & Frank Spotnitz                                                 | 10 de março de 2002    | ASA                                    |
| 193        | 11             | "Audrey Pauley"                        | Kim Manners       | Steven Maeda                                                                  | 17 de março de 2002    | ASA                                    |
| 194        | 12             | "Underneath"                           | John Shiban       | John Shiban                                                                   | 31 de março de 2002    | 7,3                                    |
| 195        | 13             | "Improbable"                           | Chris Carter      | Chris Carter                                                                  | 7 de abril de 2002     | 9,1                                    |
| 196        | 14             | "Scary Monsters"                       | Dwight H. Little  | Thomas Schnauz                                                                | 14 de abril de 2002    | ASA                                    |
| 197        | 15             | "Jump the Shark"                       | Cliff Bole        | Vince Gilligan, John Shiban & Frank Spotnitz                                  | 21 de abril de 2002    | ASA                                    |
| 198        | 16             | "William"‡                             | David Duchovny    | Roteiro: Chris Carter História: David Duchovny, Frank Spotnitz & Chris Carter | 28 de abril de 2002    | 9,3                                    |
| 199        | 17             | "Release"                              | Kim Manners       | Roteiro: David Amann História: John Shiban & David Amann                      | 5 de maio de 2002      | 7,8                                    |
| 200        | 18             | "Sunshine Days"                        | Vince Gilligan    | Vince Gilligan                                                                | 12 de maio de 2002     | 10,4                                   |
| 201        | 19             | "The Truth"‡                           | Kim Manners       | Chris Carter                                                                  | 19 de maio de 2002     | 13,0                                   |
| 202        | 20             | "The Truth II"‡                        | Kim Manners       | Chris Carter                                                                  | 19 de maio de 2002     | 13,0                                   |

### I Want to Believe(2008)
| Título                         | Diretor      | Roteiro                       | Estreia             |
| ------------------------------ | ------------ | ----------------------------- | ------------------- |
| The X-Files: I Want to Believe | Chris Carter | Frank Spotnitz & Chris Carter | 25 de julho de 2008 |

### 10.ª Temporada (2016)
| N.º geral | N.º na temp. | Título                                    | Dirigido por | Escrito por                                         | Exibição original       | Audiência nos EUA (milhões) |
| --------- | ------------ | ----------------------------------------- | ------------ | --------------------------------------------------- | ----------------------- | --------------------------- |
| 203       | 1            | "My Struggle"‡                            | Chris Carter | Chris Carter                                        | 24 de janeiro de 2016   | 16.19                       |
| 204       | 2            | "Founder's Mutation"                      | James Wong   | James Wong                                          | 25 de janeiro de 2016   | 9.67                        |
| 205       | 3            | "Mulder and Scully Meet the Were-Monster" | Darin Morgan | Darin Morgan                                        | 1 de fevereiro de 2016  | 8.37                        |
| 206       | 4            | "Home Again"                              | Glen Morgan  | Glen Morgan                                         | 8 de fevereiro de 2016  | 8.31                        |
| 207       | 5            | "Babylon"                                 | Chris Carter | Chris Carter                                        | 15 de fevereiro de 2016 | 7.07                        |
| 208       | 6            | "My Struggle II"‡                         | Chris Carter | Dr. Anne Simon & Dr. Margaret Fearon & Chris Carter | 22 de fevereiro de 2016 | 7.60                        |

### 11.ª Temporada (2018)
| № na série | № na temporada | Título                           | Diretor                         | Roteirista(s) | Exibição original       | Audiência nos Estados Unidos (milhões) |
| ---------- | -------------- | -------------------------------- | ------------------------------- | ------------- | ----------------------- | -------------------------------------- |
| 209        | 1              | "My Struggle III"                | Chris Carter                    | Chris Carter  | 3 de janeiro de 2018    | 5,15                                   |
| 210        | 2              | "This"                           | Glen Morgan                     | Glen Morgan   | 10 de janeiro de 2018   | ASA                                    |
| 211        | 3              | "Plus One"                       | Kevin Hooks                     | Chris Carter  | 17 de janeiro de 2018   | ASA                                    |
| 212        | 4              | "The Lost Art of Forehead Sweat" | Darin Morgan                    | Darin Morgan  | 24 de janeiro de 2018   | ASA                                    |
| 213        | 5              | "Ghouli"‡                        | James Wong                      | James Wong    | 31 de janeiro de 2018   | ASA                                    |
| 214        | 6              | "Kitten"                         | Gabe Rotter                     | Carol Banker  | 7 de fevereiro de 2018  | ASA                                    |
| 215        | 7              | "Rm9sbG93ZXJz"                   | Kristen Cloke & Shannon Hamblin | Glen Morgan   | 28 de fevereiro de 2018 | ASA                                    |
| 216        | 8              | "Familiar"                       | Benjamin Van Allen              | Holy Dale     | 7 de março de 2018      | ASA                                    |
| 217        | 9              | "Nothing Lasts Forever"          | Karen Nielsen                   | James Wong    | 14 de março de 2018     | ASA                                    |
| 218        | 10             | "My Struggle IV"‡                | Chris Carter                    | Chris Carter  | 21 de março de 2018     | ASA                                    |